# Charles Boileau
Charles Boileau (auch: Abbé Boileau) (* 1648 in Beauvais; † 28. Mai 1704 in Paris) war ein französischer römisch-katholischer Geistlicher, Kommendatarabt, Hofprediger und Mitglied der Académie française. Er ist nicht zu verwechseln mit dem Abbé Jacques Boileau (1635–1716), Bruder von Nicolas Boileau, der auch Abbé Boileau genannt wurde, aber nicht Mitglied der Académie française war.

## Leben und Werk

### Der Prediger
Der Abbé Charles Boileau wurde von Ludwig XIV. als Hofprediger geschätzt und zum Kommendatarabt der Abtei Saint-Pierre-et-Saint-Paul in Beaulieu-lès-Loches gemacht, wie auch zum Prior des Priorats La Faye in Léguillac-de-l’Auche. Er starb 55-jährig in der Abtei Saint-Victor in Paris. Seine Werke (Predigten, Reden und gesammelte Ansichten) wurden erst postum in den Druck gegeben. Seine zwanglos vorgetragene Sittenlehre wurde auch ins Deutsche übersetzt.

### Der Stiltheoretiker
1694 wurde er in die Académie française (Sitz Nr. 19) gewählt und setzte sich in seiner Antrittsrede für den „style simple“ (den einfachen Stil) und gegen die „expressions pompeuses“ (den pompösen Stil) ein. Diesen Gedanken entwickelte er 1698 weiter, als er die Begrüßungsrede für den Abbé Charles-Claude Genest zu halten hatte. Seine Beschreibung der empfehlenswerten Rhetorik gipfelte in dem Satz: L’Eloquence se fait sentir, mais ne se fait pas remarquer (Die wahre Rhetorik geht unter die Haut, aber sie fällt nicht auf).

## Werke
- Pensées choisies de monsieur l’abbé Boileau... sur différents sujets de morale. Paris 1707. Auflagen bis 1741.
  - (deutsch) Außerlesene Gedancken uber unterschiedliche auß der Sitten-Lehre hergenommene Materien deß ... Abbé de Boileau. Prag 1707, Frankfurt am Main 1737.
- Homélies et sermons prononcés devant le Roi et leurs Majestés britanniques. Hrsg. Jean Richard. 2 Bde. Paris 1712, 1720.
- Panégyriques choisis de feu monsieur l’abbé Boileau. Paris 1718.
- (mit anderen) Sermons choisis de Ch. Boileau, et de La Roche, Hubert, Griffet et Clément. Paris 1830.